# Nicanor Molinas (Santa Fe)
Nicanor E. Molinas (también, Col. N. Molinas) es una comuna situada en el departamento General Obligado, provincia de Santa Fe, Argentina. Según el censo de 2022, tiene una población de 549 habitantes.
Esta localidad posee una superficie de 17.200 hectáreas, donde según datos del censo del 2010 en ese momento vivían 793 habitantes, de los cuales 410 eran varones y 383 eran mujeres. El 40% de ellos se dedicaban a la actividad agrícola ganadera y el 60% eran peones rurales, changarines, desocupados, beneficiarios de planes sociales, jubilados y pensionados.
La mayoría de los caminos son de calzada natural.
Los habitantes de esta localidad son en su mayoría pequeños y medianos productores agrícolas (8,4%) y ganaderos (41%). También hay pequeños negocios, tambos, cría de pollos, apicultura y feed lots. En las actividades trabajan además del jefe de familia algún hijo, el 10% tienen personal permanente y el 20% contrata mano de obra temporaria. 
La ocupación de la tierra se distribuye en 5 sistemas; 9,2% son para autoconsumo, el 3,6% agrícolas, 41,7% ganaderos, 40,8% mixtos y el 4,7% especiales. 
En cuanto a lo cultural, cada 15 de septiembre se celebra la fiesta patronal de la Virgen de Los Dolores. Hace algunos años también se celebra el Día de la Tradición, organizado por diferentes instituciones de la localidad, y el Día del Niño, que es organizado por el Grupo de Jóvenes “Estamos Aquí”.
Cuenta con servicio de agua potable desde el 2001, así como con energía eléctrica, recolección diferenciada de residuos sólidos – urbanos desde 2007, cementerio comunal desde 2012, y transporte público de las empresas Pulqui y Cuña Boscosa.
Las instituciones que posee este distrito son: club de fútbol, juzgado de paz, destacamentos policiales, escuelas primarias (Escuela José Hernández N°1094 de Nicanor E. Molinas, Escuela Héroes de Malvinas N°1228 La Potasa, Escuela Luciano Molinas N°765 de Barrio Cusit), secundarias (NSRO N°1559 de Nicanor E. Molinas y ETPP Gral. Manuel Obligado N°295 de La Potasa) y primaria para mayores, Centro Asistencial Nº234, Capillas, así como salones comunitarios. También tiene un centro residencial para niños y jóvenes.
Además esta localidad cuenta con un área industrial para lograr la radicación de emprendimientos industriales y el arraigo de la población. Se trata de la primera comuna de Santa Fe en presentar un predio propio para la instalación de empresas e industrias que se sumen al Programa Pueblo Mío, accediendo a los beneficios que este otorga.

## Ubicación
Se halla ubicada a unos 18 km al oeste de la ciudad de Reconquista y a 340 km al norte de la capital provincial.

## Población y demografía
Cuenta con 549 habitantes (Indec, 2020), lo que representa una disminución frente a los 793 habitantes (Indec, 2010) del censo anterior.
| Gráfica de evolución demográfica de Nicanor Molinas entre 2001 y 2021 |
|                                                                       |
| Fuente: Censos nacionales del INDEC                                   |

## Historia
Esta localidad fue fundada por Nicanor Eugenio Molinas el 9 de agosto de 1842.
La comuna se crea por Ley provincial N.º 11.357 el 30 de noviembre del año 1995.